# ذا-دريم
تيريس يونغديل ناش (بالإنجليزية: The-Dream)‏ (بالإنجليزية: Terius Youngdell Nash) (من مواليد 21 سبتمبر 1977), المعروف باسم الشهرة ذا-دريم، هو مغني آر أند بي وبوب أمريكي منتج أسطوانات ومؤلف أغاني. وهو معروف في مشاركة كتابة هذه الأغاني الناجحة، بما في ذلك «مي أغينست ذا ميوزك» (2003) لبريتني سبيرز، «امبريلا» (2007) لريانا، «سنغل ليديز (بوت آ رينغ أون إت)» (2008) لبيونسي و«بيبي» (2010) لجستن بيبر.

## مجموعة الأسطوانات
- لوف هيت (2007)
- لوف في إس. موني (2009)
- لوف كينغ (2010)
- تيريس ناس: 1977 (2012)
- آي في بلاي (2013)

## روابط خارجية
- ذا-دريم على موقع IMDb (الإنجليزية)
- ذا-دريم على موقع ميوزك برينز (الإنجليزية)
- ذا-دريم على موقع رولينغ ستون (الإنجليزية)
- ذا-دريم على موقع أول ميوزيك (الإنجليزية)
- ذا-دريم على موقع أول ميوزيك (الإنجليزية)
- ذا-دريم على موقع ديسكوغز (الإنجليزية)
- ذا-دريم على موقع ديسكوغز (الإنجليزية)